# Paisie Olaru

Mormântul lui Paisie Olaru din cimitirul Mănăstirii Sihăstria.

Paisie Olaru (n. 20 iunie 1897, satul Stroiești, comuna Lunca, județul Botoșani – d. 18 octombrie 1990, Mănăstirea Sihăstria) a fost un renumit duhovnic ortodox român.

## Biografie
Ieroschimonahul Paisie Olaru s-a născut la 20 iunie 1897, în satul Stroiești, comuna Lunca - Botoșani, într-o familie cu cinci copii, fiind cel mai mic la părinți. Tatăl sau, Ioan, era pădurar, iar mama sa, Ecaterina, casnică. Din botez a primit numele de Petru.
În anul 1921 a intrat în viața monahală la Schitul Cozancea din apropiere, luând la călugărie numele de Paisie. În anul 1943 a fost hirotonit diacon, iar în anul 1947, preot, fiind pentru puțin timp egumen la schitul de metanie.

Ieroschimonahul Paisie Olaru

În toamna aceluiași an, se retrage la Mănăstirea Sihăstria, devenind duhovnic al întregii obști, până la sfârșitul vieții sale. Între anii 1972 - 1985 s-a nevoit ca sihastru la Schitul Sihla, iar în ultimii cinci ani a locuit în chilia sa de la Sihastria, până la sfârșitul vieții.

## Canonizare
La 12 iulie 2024, Sfântul Sinod al Bisericii Ortodoxe Române a decis canonizarea a 16 sfinți români, printre care se numără și părinții Paisie Olaru și Cleopa Ilie, de la Mănăstirea Sihăstria.. Proclamarea canonizării noilor sfinți va avea loc în anul 2025, când Biserica Ortodoxă Română aniversează un secol de la recunoașterea statutului de Patriarhie.

## Tropar
Troparul Sfinților Cuvioși Cleopa și Paisie de la Sihăstria:
Glas 1
Pe-ai Moldovei luceferi și pe stâlpii smereniei, care pe pământ cu credință într-un gând nevoitu-s-au, pe marele Cleopa cel smerit, pe gura tunătoare-a lui Hristos, și pe Paisie duhovnicul cel preablând cu râvnă să-i cinstim, zicând: Slavă Celui ce v-a slăvit pe voi, slavă Celui ce v-a întărit, slavă Celui ce minunați v-a arătat și rugători pentru noi.